# Ларсен, Норман
Но́рман Бе́рнард Ла́рсен (англ. Norman Bernard Larsen; 1923—1970) — американский химик, изобретатель аэрозольного препарата WD-40.

## Биография
Родился в 1923 году в Чикаго.
C детства отличался желанием создавать вещи, которые могли бы облегчить жизнь людей. Самоучка-химик, выпускник школы Cheshire Academy в Чешире, Коннектикут, Норман много читал. Затем имел большой опыт работы в лакокрасочном производстве.
В 1953 году он изобрёл препарат WD-40, пытаясь придумать вещество, вытесняющее воду, которая была источником проблем в ракетах Атлас. Препарат был разработан для компании Rocket Chemical Company в Сан-Диего, Калифорния. Позже аэрозоль стал широко использоваться для бытового применения. В 1958 году WD-40 впервые появился на полках магазинов Сан-Диего, затем широко распространившись по всему миру.
В последние годы жизни Норман Ларсен увлёкся историей, искал способы для сохранения древностей. Собирал коллекцию старинных книг по химии XVIII-XIX веков.
Умер в декабре 1970 года. Оставил более тысячи книг в своей личной библиотеке.